# Jean-Philippe Gatien
Jean-Philippe Gatien (* 16. října 1968 Alès) je bývalý francouzský stolní tenista. Hrál levou rukou a byl představitelem útočné hry se silným servisem. Byl členem klubu Levallois SCTT, s nímž vyhrál v letech 1990 a 1995 Ligu mistrů a v roce 2004 Pohár ETTU.
Je absolventem mládežnického tréninkového programu INSEP a ve francouzské reprezentaci debutoval v roce 1986. Startoval na čtyřech olympijských hrách, v roce 1992 podlehl ve finále dvouhry Janu-Ove Waldnerovi ze Švédska a na LOH 2000 získal spolu s Patrickem Chilou bronzovou medaili ve čtyřhře. Na mistrovství světa ve stolním tenise vyhrál v roce 1993 dvouhru, v roce 1995 byl třetí ve čtyřhře a v roce 1997 získal stříbrnou medaili v soutěži družstev a bronzovou ve čtyřhře. Je čtyřnásobným mistrem Evropy: v roce 1990 ve smíšené čtyřhře s Xiaoming Wang-Dréchou, v letech 1994 a 1998 s družstvem a v roce 2000 v mužské čtyřhře s Patrickem Chilou. Vyhrál Světový pohár ve stolním tenise ve dvouhře v roce 1994, turnaj TOP 12 1997 a English Open ve dvouhře 1992 a ve smíšené čtyřhře 1991 a 1992, třináctkrát byl mistrem Francie. Kariéru ukončil v roce 2006. Vystudoval sportovní management na pařížské ESSEC Business School, pracuje v nadaci Fondation du Sport a v organizačním výboru pařížské olympiády 2024. V roce 2017 obdržel Řád čestné legie.